# 桃源站 (大连市)
桃源站位于辽宁省大连市中山区，是大连地铁5号线的一个车站，于2023年3月17日启用。
车站建设时期曾命名为“桃源街站”，但在开通前被正式更改为现名。

## 位置
桃源站位于中山区解放路与八一路交汇口西北侧，车站主体结构位于解放路下方，以西北-东南走向排布。

## 车站结构
桃源站为岛式站台地下车站，B1层为站厅层，B2层为站台层。
| B1层 | 站厅层                            | 站厅、乘客服务中心、自动充值机、自动售票机 |
| B2层 |                                   | █ 5号线往后关方向 （青云街）               |
| B2层 | 岛式站台，开左边门                |                                            |
| B2层 | █ 5号线 往虎滩新区方向 （秀月街） |                                            |

## 出入口
桃源站共设有4个出入口，A和B出入口位于解放路西侧，C和D出入口位于解放路东侧，站外无障碍电梯位于D出入口旁。
| 出口编号 | 出口指示 | 建议前往的目的地                       |
| -------- | -------- | -------------------------------------- |
| 出口 · A |          | 解放路、先锋巷                         |
| 出口 · B |          | 解放路、八一路、文化街、中山区桃源小学 |
| 出口 · C |          | 解放路、白云街、友谊奥莱桃源店         |
| 出口 · D |          | 解放路、不朽巷、桃源街                 |

## 公交换乘
及  - 5、403、501路公交车。（桃源街站）
  - 4、12、47路公交车。（桃源街站）
  - 2、810路公交车。（桃源街站）